# Сведасай
Сведасай (лит. Svėdasai, пол. Świadoście) — местечко в Аникщяйском районе Утенского уезда на северо-востоке Литвы. Согласно переписи населения 2011 года, в местечке проживает 884 человека. Административный центр староства.

## История
Род Радзивиллы имел имение в Сведасай. До Второй Мировой войны в местечке проживала еврейская община. 

## Герб
Герб местечка Сведасай был утверждён указом президента Литвы  2002 года

## Галерея

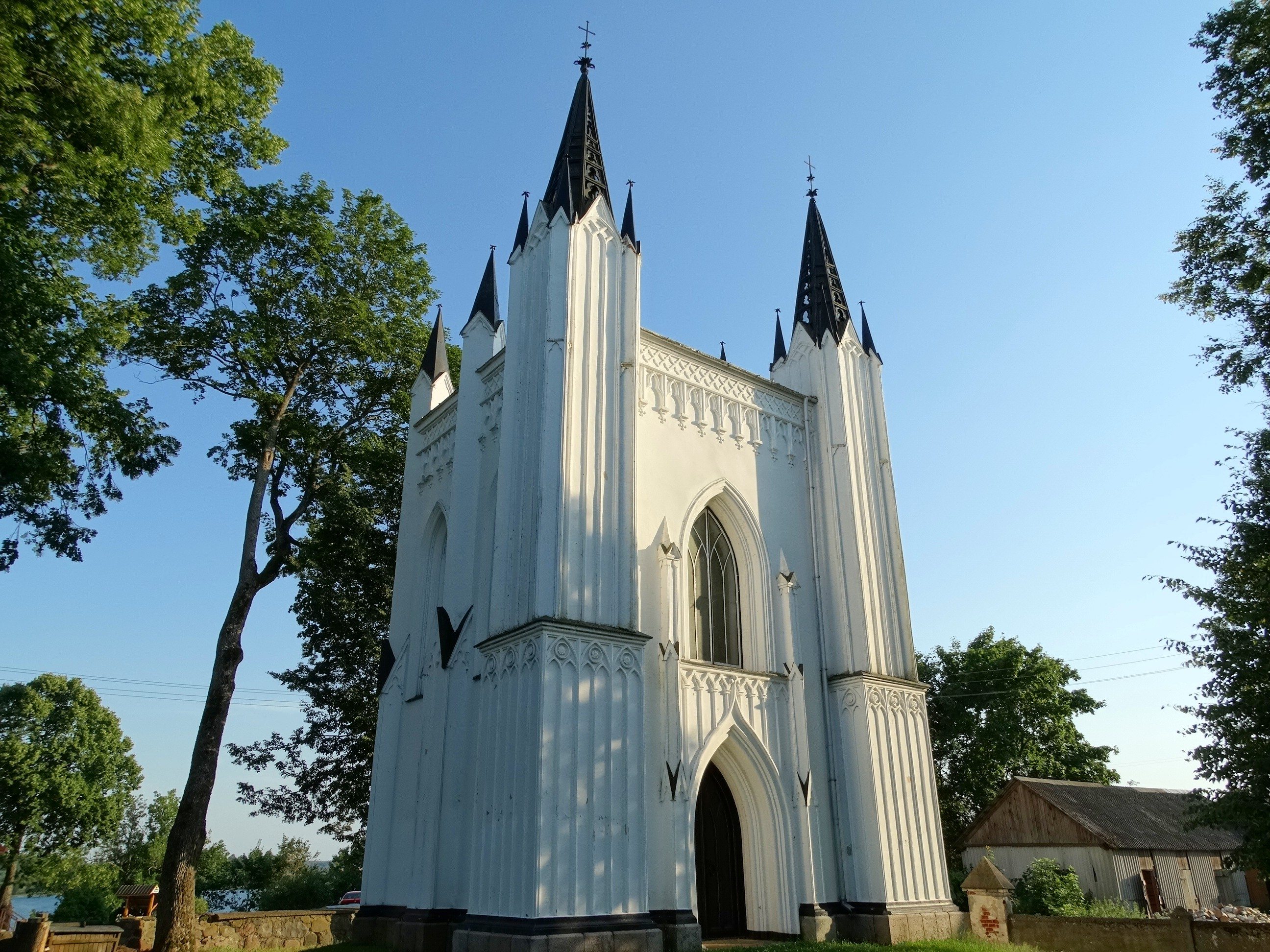
Мориконю часовня-мавзолей
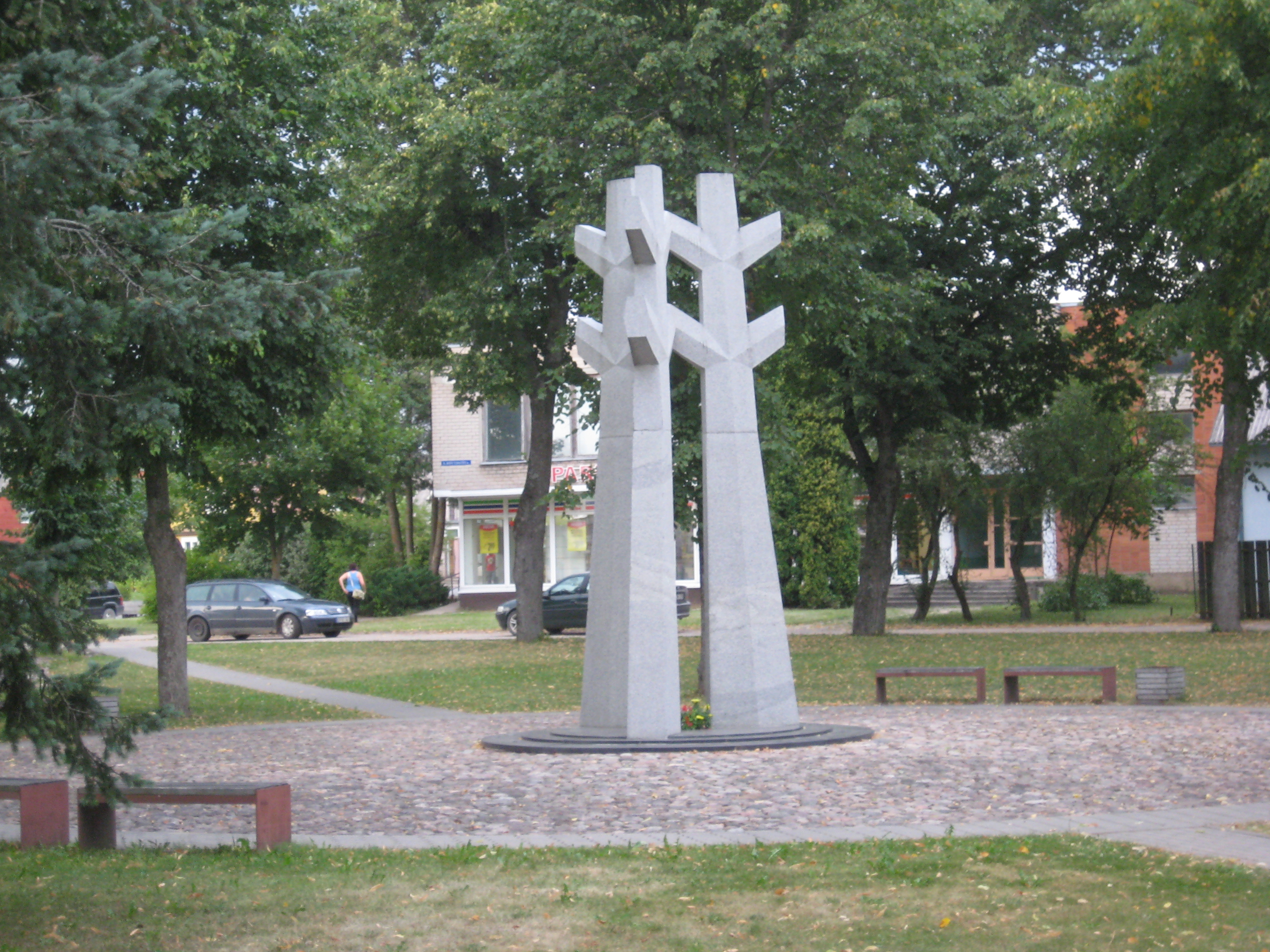
Памятник партизанам
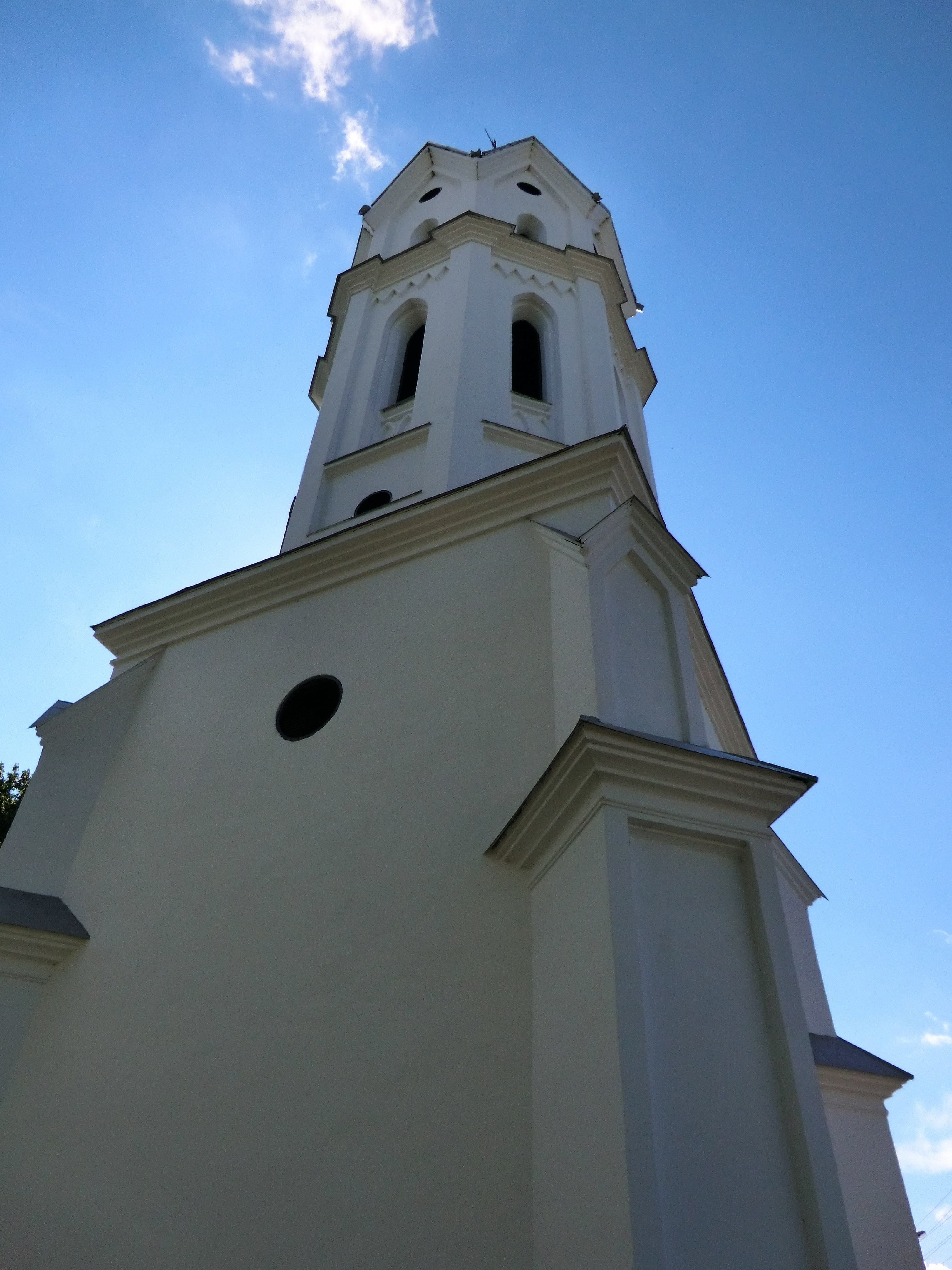
Колокольня
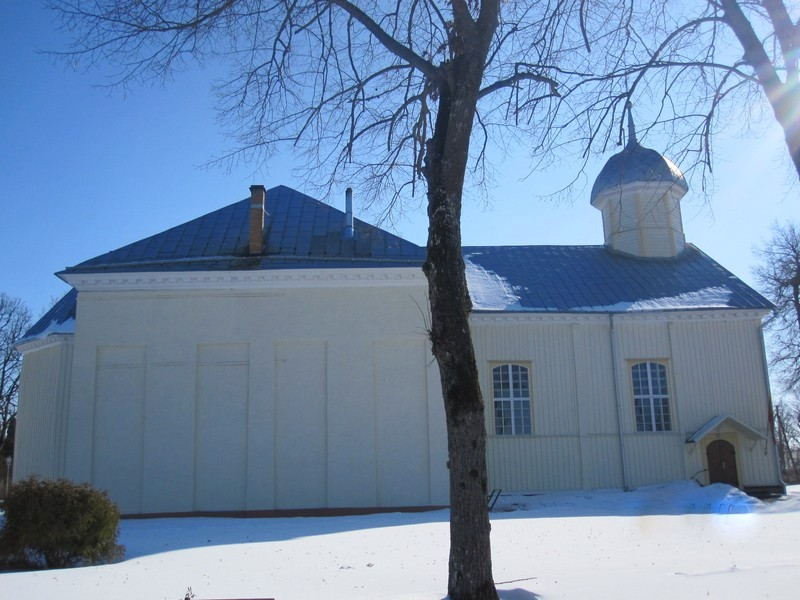
Церковь Святого Михаила Архангела

## Известные уроженцы
- Бро́не Буйвида́йте (лит. Bronė Buivydaitė; Тиру Дукте (псевдоним)
- Лю́двик А́дам Юце́вич (Людвикас Адомас Юцявичюс, польск. Ludwik Adam Jucewicz, лит. Liudvikas Adomas Jucevičius; служил викарием  и одновременно домашним учителем в помещичьих семьях.
- Юо́зас Ту́мас (лит. Juozas Tumas; Известен также под литературным псевдонимом Юо́зас Ва́йжгантас (с русским вариантом имени Ио́сиф Ва́йжгантас; лит. Juozas Vaižgantas).